# Luis Guillermo Solís

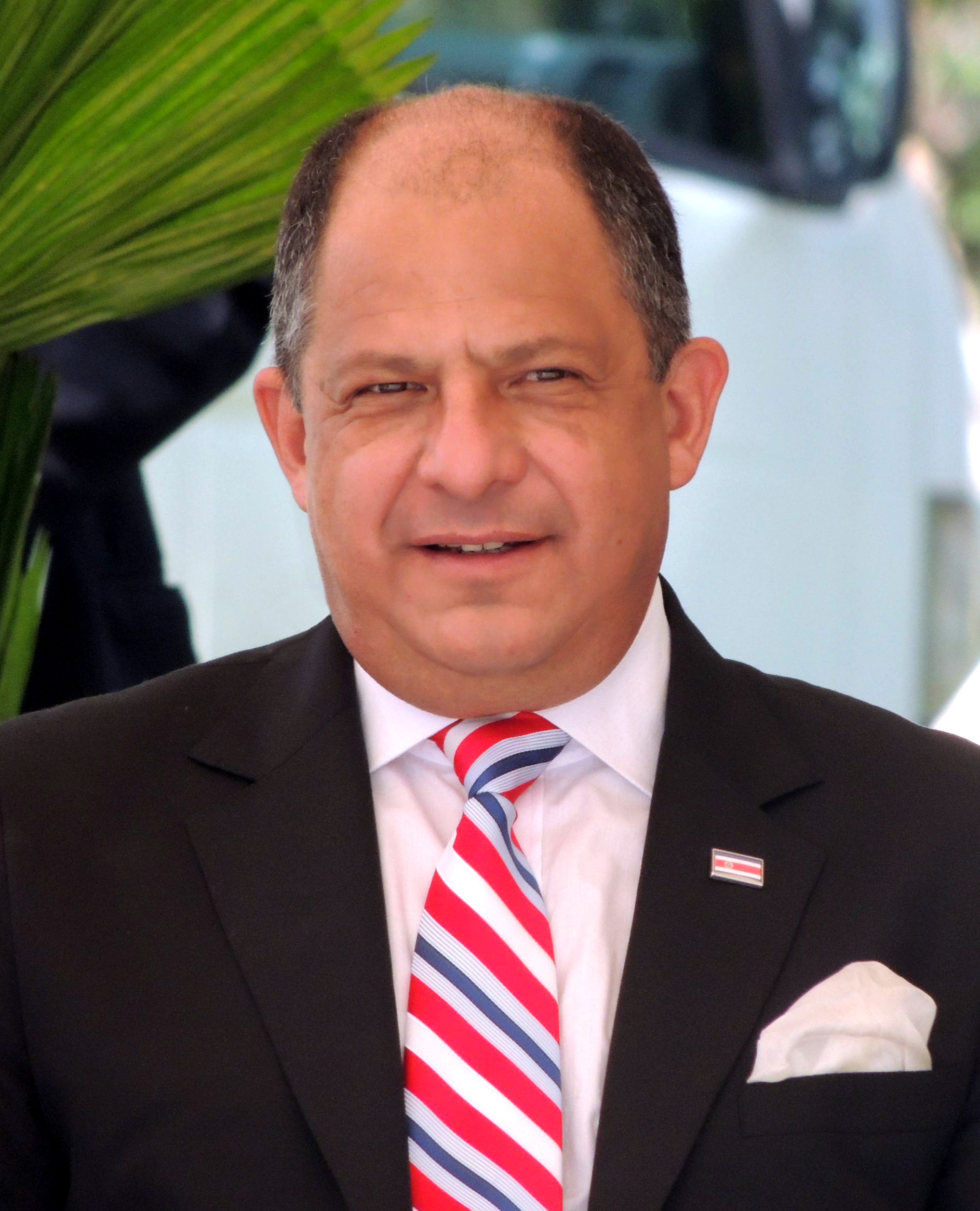
Luis Guillermo Solís

Luis Guillermo Solís Rivera (* 25. April 1958 in San José) ist ein costa-ricanischer Historiker, Diplomat und Politiker. Von 2014 bis 2018 war er Präsident von Costa Rica.

## Leben

### Herkunft und Bildung
Solís’ Mutter war eine Pädagogin afrokaribischer Abstammung. Sein Vater war ein Kleinunternehmer. Seine Familie stammt aus der kleinen Stadt Turrialba (Provinz Cartago), er wuchs aber in Montes de Oca (Provinz San José) auf. Solís studierte an der Universidad de Costa Rica Geschichtswissenschaft. Anschließend absolvierte er ein Master-Studium der Lateinamerikanistik an der Tulane University in New Orleans (US-Bundesstaat Louisiana).

### Wissenschaftliche Karriere
1981 wurde er Universitätsdozent für Geschichte und Politikwissenschaft an der Universidad Nacional und der Universidad de Costa Rica (UCR). Zwischenzeitlich war er im Rahmen des Fulbright-Programms an der University of Michigan und als assoziierter Forscher am Zentrum für lateinamerikanische und karibische Studien der Florida International University tätig. Schließlich wurde er 1999–2002 Prodekan der Sozialwissenschaftlichen Fakultät der UCR. 2002 bis 2004 leitete das postgraduale Programm für zentralamerikanische Politik der UCR. Von 2005 bis 2008 war er Regionalkoordinator für Forschung und Entwicklung der Facultad Latinoamericana de Ciencias Sociales (Flacso).

### Politische Karriere
Solís trat der Partido Liberación Nacional (PLN) bei. Von 1986 bis 1990, während der ersten Präsidentschaft von Óscar Arias, fungierte er als Stabschef des Außenministers. Dabei war er an der Ausarbeitung des Friedensplans für Zentralamerika beteiligt, für den Arias 1987 mit dem Friedensnobelpreis ausgezeichnet wurde. Zwischen 1994 und 1998 war er zunächst Botschafter in Panama, Botschafter für zentralamerikanische Angelegenheiten und dann Generaldirektor für Außenpolitik in der Regierung des Präsidenten José María Figueres Olsen. Von 2002 bis 2003 war er Generalsekretär der PLN.
2005 trat er, zusammen mit weiteren wichtigen Mitgliedern, aus der Partei aus. Sie behaupteten schwere Unregelmäßigkeiten bei parteiinternen Wahlen und einen Verlust der ursprünglichen Werte. 2009 trat er stattdessen der Partido Acción Ciudadana (PAC) bei. 

### Präsidentschaft
Solís, der noch nie zuvor ein Wahlamt oder Mandat innehatte, wurde 2013 in einer öffentlichen Vorwahl der PAC als Präsidentschaftskandidat für die Wahl im Jahr 2014 aufgestellt. Im ersten Wahlgang kam er überraschend mit 30,6 % knapp vor Johnny Araya Monge von der PLN auf den ersten Platz. Araya gab seine Kandidatur am 5. März auf, um angesichts seiner schlechten Umfragewerte kein Geld für einen aussichtslosen Wahlkampf zu verschwenden. Die Stichwahl musste gemäß der Verfassung trotzdem wie geplant am 6. April stattfinden. Solís rief die Wähler auf, trotz des bereits entschiedenen Rennens zahlreich daran teilzunehmen. Bei einer Wahlbeteiligung von 56,6 % entfielen 77,8 % der abgegebenen Stimmen auf ihn. In absoluten Zahlen sind dies über 1,3 Millionen, die höchste Stimmenzahl, die je ein Präsident in Costa Rica bekam. Am 8. Mai 2014 wurde er offiziell in sein Amt eingeführt. Er war der erste Präsident in 60 Jahren, der weder der PLN noch der Partido de Unidad Socialcristiana (PUSC; beziehungsweise ihren Vorläuferinnen) angehörte. 
Die costa-ricanische Verfassung erlaubt keine direkte Wiederwahl des Präsidenten. Solís’ Parteifreund Carlos Alvarado Quesada wurde bei der Präsidentschaftswahl 2018 zu seinem Nachfolger gewählt.